# Affaire Joël Le Scouarnec
Pour les articles homonymes, voir Scouarnec.
L'affaire Joël Le Scouarnec, aussi connue sous le nom d'affaire du chirurgien de Jonzac, concerne un chirurgien né à Paris en 1950, Joël Le Scouarnec, accusé par plusieurs centaines de personnes d'agressions sexuelles et d'actes à caractère pédocriminel. Les faits se sont déroulés sur plusieurs années et dans plusieurs villes.
Il est condamné à 15 ans de réclusion criminelle en 2020 pour des faits de viols ou d’atteintes sexuelles sur quatre mineures, et il fait appel puis se désiste. 
En mai 2025, Joël Le Scouarnec est condamné à vingt ans de réclusion pour viols et agressions sexuelles sur 299 victimes, commis de 1989 à 2014.

## L'accusé
Joël Le Scouarnec est né le 3 décembre 1950 dans le 14e arrondissement de Paris et a grandi à Villebon-sur-Yvette en Essonne,. Fils de Joseph Le Scouarnec,,, ébéniste, et de Jeanne Le Scouarnec, femme au foyer, il a un frère cadet, Patrick Le Scouarnec,,,, ainsi qu'une sœur, Annie,,,, professeure d'anglais. Il commence ses études de médecine à Paris à l'Hôtel-Dieu où il rencontre sa future femme, Marie-France Lhermitte,, aide-soignante, qu'il épouse en 1974. Le couple a trois fils,, dont l'aîné est devenu technico commercial médical, le cadet, comptable, et le plus jeune, électricien. Joël Le Scouarnec fait son internat entre 1976 et 1981, à la faculté de médecine de Nantes, après s'être marié.
Spécialisé en chirurgie digestive, il exerce dans plusieurs établissements hospitaliers. Il travaille d'abord à la clinique de La Fontaine à Loches (Indre-et-Loire) de 1983 à 1994. Puis il exerce à Vannes (Morbihan) de 1994 à 2003, à Lorient (Morbihan) de 2003 à 2005, à Quimperlé (Finistère) de 2005 à 2008, et à Jonzac (Charente-Maritime) jusqu'en 2017, année où il prend sa retraite. Parallèlement, il effectue de 2004 à 2017 de nombreuses suppléances de quelques jours à Ancenis (Loire-Atlantique), Flers (Orne) et Le Bailleul (Sarthe).
Sa femme se sépare de lui dans les années 2003-2004 puis divorce 20 ans plus tard.
En 2008, il s'installe seul dans une maison à Jonzac, où il s'entoure de poupées sexuelles (plus de 70 en 30 ans), cesse progressivement de recevoir des visites, et se met à boire.

### Profil psychologique
Il fait l'objet de nombreuses évaluations psychologiques entre 2017 et son second procès (mai 2025) ; celles-ci concluent à une absence de pathologie psychiatrique, une absence d'empathie et de compassion envers ses victimes qu'il perçoit comme des moyens de satisfaire ses envies, des traits obsessionnels, et une perversion narcissique,.
Lors de son examen psychiatrique de mai 2025, il est jugé « totalement responsable de ses actes » et « toujours dangereux ».

## Première condamnation
À l'automne 2004, lors de l’Opération Falcon, le FBI saisit des preuves de paiement de Joël Le Scouarnec sur trois sites pédopornographiques. Le tribunal correctionnel de Vannes lui inflige alors en octobre 2005 une peine de quatre mois de prison avec sursis pour importation et détention d'images à caractère pédopornographique. L'inscription de cette condamnation à son casier judiciaire est très tardive, et il n'a pas l'interdiction d'exercer auprès de mineurs. A partir d'avril 2006, une procédure de titularisation du médecin est lancée à Quimperlé où il faisait des remplacements. En juin 2006, Thierry Bonvalot, psychiatre et président de la commission médicale de l'hôpital de Quimperlé, avertit sa hiérarchie et l'Ordre des médecins de la condamnation de Joël Le Scouarnec, adressant le 14 juin 2006 un courrier sur le sujet au directeur André Labat,,, mais lors de la titularisation du chirurgien en août 2006, son casier judiciaire est toujours vierge. Ensuite d'autres médecins se manifestent, mais Joël Le Scouarnec va bénéficier de diverses erreurs administratives. Les autorités locales expliqueront plus tard que la condamnation de Joël Le Scouarnec à Vannes comportait un signalement d'« absence de renouvellement du comportement »,,,. En 2008, le chirurgien est titularisé à Jonzac où il vient de s'installer seul et cette fois son casier judiciaire est à jour,. La directrice de l'établissement parle d'une pénurie de médecins, et indique qu'il était « très gentil », et que sa condamnation à Vannes ne mentionnait « aucune agression physique »,. En réaction à cette inaction, l'association La voix de l'enfant portera plainte en juillet 2022 et avril 2023 pour « non-obstacle à la commission d'infraction » et « mise en danger d'autrui ». L'installation de Joël Le Scouarnec à Jonzac marque une rupture de fait avec sa femme. Il se met à boire, un litre de whisky par jour. Il cesse de se laver, et plusieurs collègues se plaignent de son odeur corporelle.

## Accusations de viols et d’agressions sexuelles sur quatre mineures
Dans le cadre d'une autre affaire qui précède l'affaire de 2019, le chirurgien est renvoyé devant la cour d'assises de Charente-Maritime, à Saintes, afin d'être jugé entre le 13 et le 17 mars 2020, pour une affaire de viol par personne ayant autorité, agressions sexuelles et exhibition sexuelle sur quatre victimes mineures,. Les victimes sont deux nièces, une jeune patiente de l'hôpital de Loches et une jeune voisine. Dans l'attente de ce procès, l'homme est placé en détention provisoire dans la maison d'arrêt de Saintes en mai 2017. Le 3 décembre, il est condamné à 15 ans de réclusion criminelle par la cour d’assises de Charente-Maritime. Il est reconnu coupable d’atteintes sexuelles sur une de ses nièces et une jeune patiente dans les années 1990, ainsi que des faits de viols sur une autre nièce, et sur sa voisine à Jonzac. Il fait appel, mais se désiste un an plus tard.

## Accusations de viols et agressions sexuelles sur 312 personnes
L'ampleur de l'affaire Le Scouarnec est qualifiée d'exceptionnelle par la presse, s'agissant du plus grand procès en pédocriminalité jamais tenu en France par le nombre de victimes,. Le coût de la totalité de la procédure est estimé à environ 3 millions d'euros, en raison du nombre des victimes et du temps nécessaire pour les procès (quatre mois),.

### Historique des faits présumés

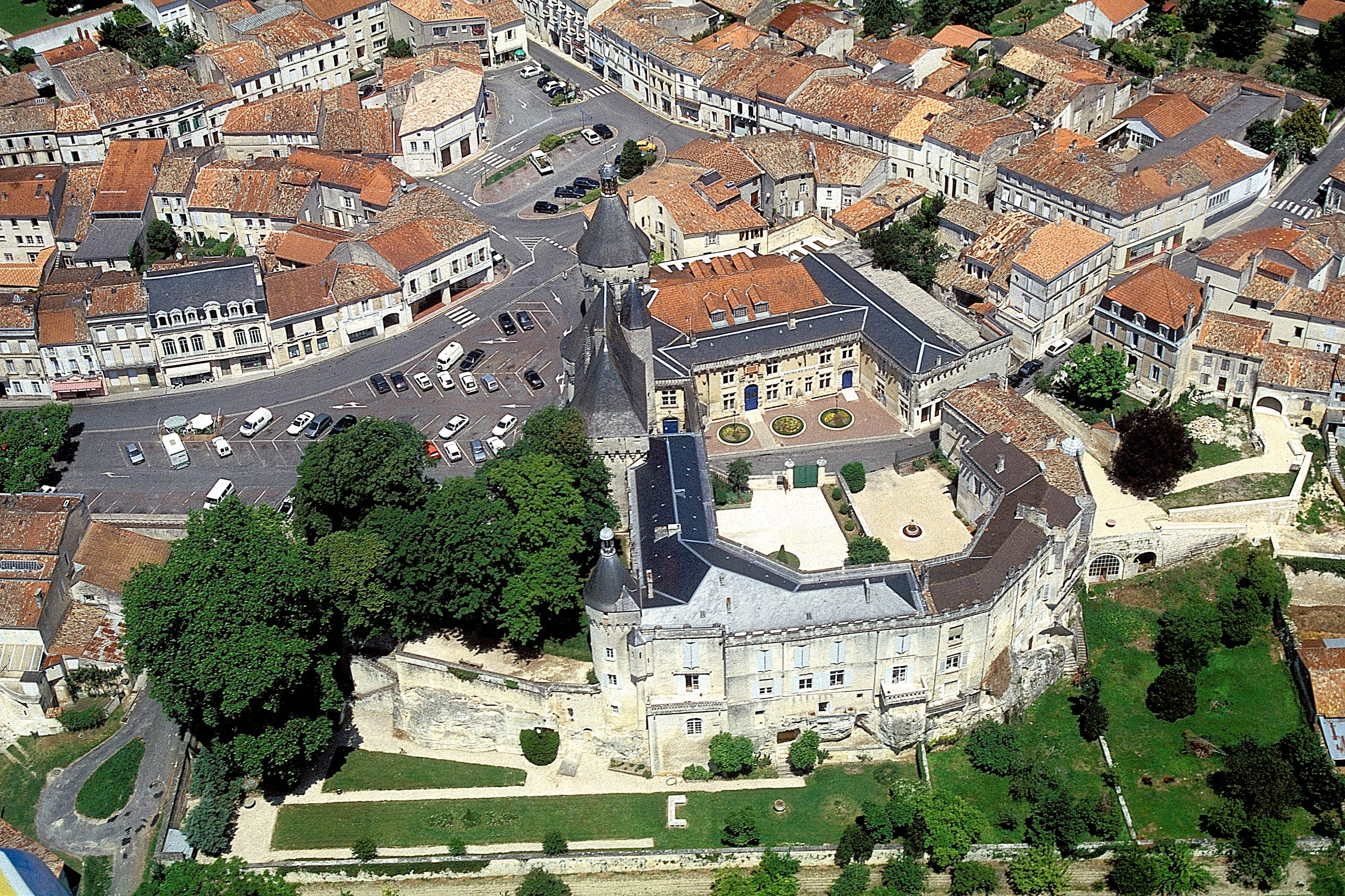
Vue aérienne de Jonzac, petite ville de Charente-Maritime où a débuté l'affaire en 2017.

L'affaire débute avec les déclarations d'une petite fille de six ans domiciliée à Jonzac. Celle-ci déclare à ses parents, en avril 2017, que son voisin, alors médecin et âgé de 66 ans, s'est exhibé devant elle avant de lui faire subir des agressions sexuelles.

### Enquête judiciaire
Des perquisitions sont effectuées au domicile de Joël Le Scouarnec, où les gendarmes retrouvent ses journaux intimes, et d'autres objets compromettants pour l'homme mis en cause, dont des perruques et des objets sexuels. D'après le gendarme ayant dirigé l'enquête, l'examen des disques durs de ses ordinateurs révèle un très grand nombre d'images pédophiles, mais aussi des vidéos de pendaisons et de décapitation de personnes humaines, ainsi que des actes de cruauté envers les animaux. L'avocat de l'accusé affirme aux enquêteurs qu'il s'agit de simples fantasmes.
Depuis la Charente-Maritime, les enquêteurs continuent leurs investigations jusque dans le Morbihan, où la plupart des faits criminels supposés et imputés à Joël Le Scouarnec semblent avoir été commis.
Fin avril 2024, l'instruction du dossier est close : 312 victimes ont été identifiées, dont 19 écartées en raison de la prescription. En septembre 2024, Joël Le Scouarnec est mis en accusation devant la cour criminelle du Morbihan.

#### Les «carnets noirs»
Les journaux intimes de Joël Le Scouarnec, découverts en 2017, qualifiés de « carnets noirs »,, sont d'une ampleur exceptionnelle car le mis en cause y rédigeait une centaine de pages par an, en justifiant régulièrement sa pédophilie dont il dit être fier, et heureux. Ces carnets, tenus pendant une trentaine d'années, comportent des commentaires dont les plus anciens remontent aux années 1980, et mentionnent des centaines d'agressions sexuelles ou de viols, sur un total de plusieurs milliers de pages. Il pouvait agresser jusqu'à quatre patients durant la même journée, ou bien six fois le même patient à des heures différentes.
Dans ses carnets noirs, Joël Le Scouarnec décrit très précisément des activités pédophiles et scatophiles présumées, entre autres son habitude d'enduire chaque matin une poupée avec ses excréments et ses sécrétions sexuelles avant de l’offrir à sa petite-fille. Le nombre de ses masturbations quotidiennes, sa zoocriminalité avec des chiens (notamment les deux colleys de sa famille), ou la préparation de plats contenant ses secrétions corporelles, qu'il servait ensuite à table. L'officier de gendarmerie Benoît Bordenave témoigne de la difficulté pour ses équipes à se remettre de ces lectures.

#### Rôle de l'Ordre des médecins
Le 13 février 2025, dans un communiqué, l'Ordre des médecins annonce sa décision d'être partie civile à l'audience. Le 21 février, 58 médecins adressent une lettre ouverte à l'Ordre des médecins pour lui demander de « quitter le banc des parties civiles » dénonçant l'inaction de l'organisation dans cette affaire.

## Trajectoire de vie des victimes de Joël Le Scouarnec
La plupart des victimes (environ 90 %) n'ont aucun souvenir des actes pédocriminels subis pendant des opérations médicales ou en salle de réveil, mais en gardent des séquelles durables telles que la phobie des hôpitaux, la dépression, le stress post-traumatique, l'anxiété chronique, diverses conduites addictives et des troubles alimentaires. Une trentaine de victimes en conservent des souvenirs, plus ou moins précis ; 256 avaient moins de quinze ans au moment des faits.
Plus de la moitié des victimes sont des garçons.
Les victimes se sont regroupées en collectif, certaines d'entre elles se sont portées partie civile, et elles cherchent à faire connaître cette affaire, notamment via la presse.
La découverte des faits et le recouvrement de souvenirs oubliés (via l'EMDR ou autre) sont des épreuves particulièrement traumatisantes.

### Victimes d'actes prescrits
Alexandra, première victime présumée ne pouvant porter plainte en raison de la prescription des faits, attribue son énurésie nocturne, ses problèmes rénaux, sa phobie d'aller aux toilettes et son échec scolaire aux nombreux crimes sexuels qu'elle a subis durant son enfance,.
Coralie/Mélanie, une autre victime d'actes prescrits, se souvient d'avoir voulu témoigner de ce qu'elle a subi de la part de Joël Le Scouarnec en 1990 à l'âge de neuf ans auprès de sa mère, mais elle n'avait pas été crue, sa parole n'ayant alors aucune valeur face à celle d'un médecin,.

### Victimes ayant déposé plainte
Le procès est décrit comme éprouvant pour les victimes, qui sont confrontées à des photographies d'actes pédocriminels qui les mettent en scène dans le cadre des fantasmes de Joël Le Scouarnec. L'attitude de l'ex-chirurgien pendant son procès, avec notamment un ton de voix monocorde ne laissant transparaître aucune émotion, est également vécue comme une épreuve par ces victimes. De plus, le mis en cause ne se souvient pas de certains viols, déclarant que « ces petits patients n’existaient pas en tant qu’enfants, c’étaient des objets sexuels ».
Virginie, victime âgée de neuf ans au moment du viol, apprend à l'âge de 39 ans par un appel de la gendarmerie qu'elle fait partie des carnets de Joël Le Scouarnec, pour des faits « particulièrement graves ». La lecture du passage des carnets qui la concerne, en novembre 2019, est suivie d'importantes séquelles sur sa santé, notamment de troubles du comportement alimentaire et d'une dépression. Céline Mahuteau, une autre victime âgée de sept ans au moment des faits, n'en garde aucun souvenir mais témoigne se sentir « prisonnière de son esprit pédophile » ; elle ajoute qu'elle aurait préféré « ne jamais savoir », et attribue son adoption d'un look « à la garçonne » à une réaction pour se protéger des pédocriminels. Émilie, qui ne se souvenait pas initialement des faits, témoigne de son impossibilité à connaître le bonheur et de ses doutes sur sa capacité à surmonter le traumatisme.
Orianne, âgée de quarante ans, témoigne que sa famille ne l'a jamais crue alors qu'elle répétait qu'un médecin l'a violée après son opération de l'appendicite lorsqu'elle avait une dizaine d'années.

### Victimes décédées depuis
Mathis Vinet, âgé de dix ans au moment des faits pédocriminels qu'il a subis pendant une opération d'appendicite, s'est suicidé à l'âge de 24 ans, après avoir sombré dans la drogue et l'alcool durant l'adolescence.
Maxime Tessier, l’avocat de Joël Le Scouarnec, se suicide en juillet 2025,,, laissant derrière lui une femme et deux enfants en très bas âge. Un avocat proche du disparu affirme que le procès a été une épreuve, car Maxime Tessier a mené une longue lutte improductive auprès de son client, finissant épuisé et amaigri après avoir tout tenté pour le faire parler et « permettre aux victimes d’avoir des réponses ». Cependant, ce proche ajoute que « personne ne connaît jamais les causes réelles d’un suicide ».

## Procès et condamnation
Le procès débute le 24 février 2025,,. Le 28 mai 2025, Joël Le Scouarnec est condamné à vingt ans de réclusion pour viols et agressions sexuelles sur 299 victimes, commis entre 1989 à 2014.

### Déclarations de Joël Le Scouarnec
Lors de son audition du 3 mars, l'accusé reconnaît certains faits, notamment le viol et la soumission chimique. Il déclare avoir commencé à ressentir des pulsions pédophiles vers l'âge de 35 ans. Il décrit aussi son habitude de prendre des photos d'enfants lors de kermesses.
Ses carnets noirs contiennent un « serment pédophile », Joël Le Scouarnec reconnaissant qu'il s'adonne à la zoophilie, au vol de petites culottes sales d’enfants, à la consommation de sécrétions corporelles, et au visionnage de vidéos ultra-violentes.

### Déclarations de son ex-épouse
Marie-France Lhermitte, ex-épouse de Joël Le Scouarnec, est auditionnée le 26 février 2025,. Elle déclare n'avoir jamais été au courant des penchants pédocriminels de son ex-mari, qu'elle décrit comme un homme « extraordinaire » grâce auquel leurs trois enfants n'ont « manqué de rien », et fustige les journalistes qui ont souligné leur « train de vie luxueux ». Elle accuse ensuite sa nièce d'avoir manipulé son ex-mari à partir de l'âge de cinq ans, suggérant que certains enfants prennent plaisir à des relations sexuelles avec des adultes et que cette dernière recherchait des contacts physiques avec Joël Le Scouarnec,,. Elle insulte régulièrement des membres de sa famille, se présente en victime, et refuse de regarder les photomontages pédophiles créés par son ex-mari,. L'avocate des parties civile relate enfin « l'indignation » des victimes présumées qui l'écoutent, regrettant que Marie-France Lhermitte, ex-épouse Joël Le Scouarnec, ne soit pas dans le box des accusés.
Le journaliste de 20 Minutes Camille Allain qualifie son audition de « lunaire » et « cousue de mensonges ».

### Déclarations de sa sœur
Deux jours plus tard, Annie, sœur de Joël Le Scouarnec et mère d'enfants présumés victimes d'actes pédocriminels, fustige les « mensonges » de Marie-France Lhermitte, qu'elle assure avoir été parfaitement au courant des penchants de son ex-mari. Patrick Le Scouarnec, le frère de l'accusé, affirme également que Marie-France Lhermitte était au courant et a couvert son ex-mari par « amour de l'argent »,.

### Déclarations d'Alexandra, sa première victime présumée
Le 10 mars témoigne la nièce de Joël Le Scouarnec, Alexandra, non pas en qualité de victime en raison de la prescription des faits, mais en qualité de témoin,. Elle déclare que les déviances pédocriminelles de Joël Le Scouarnec sont plus anciennes que ne le dit ce dernier, avec de premières agressions par attouchement vers 1982 ou 1983, alors qu'elle avait 5 ans, puis des viols répétés par la suite, notamment la nuit pendant son sommeil, aux toilettes, et pendant sa cérémonie de communion,,. Elle témoigne aussi avoir été découragée de porter plainte, et soutient que son ex-épouse Marie-France Lhermitte était au courant de ce qu'il faisait,.
L'accusé reconnaît les viols contre sa nièce, mais pas la complicité de son ex-épouse,.

### Décès d'un des avocats du chirurgien
En juillet 2025, Maxime Tessier, l'un des avocats de l'ex-chirurgien décède deux mois après le verdict. Le collectif des victimes lui rend néanmoins hommage en rappelant que bien qu'étant l'avocat de la défense « Toute son humanité contrastait tant avec celle absente dans les yeux de son client »,.

### Condamnation
L’ex-chirurgien Joël Le Scouarnec est condamné à vingt ans de réclusion, dont deux tiers de période de sûreté, pour viols et agressions sexuelles sur 299 victimes, commis entre 1989 à 2014. Il ne fait pas appel de la décision judiciaire. Il a également l'obligation d'un suivi socio-judiciaire de quinze ans comprenant notamment une obligation de soins psychiatriques et une interdiction définitive d’exercer une profession médicale ou une activité en contact avec des mineurs.